# Цуманские леса
Цума́нские леса́ (укр. Цуманська пуща) — лесной массив в Луцком районе Волынской области (Украина). Во время Второй мировой войны в Цуманских лесах действовало нескольких крупных партизанских формирований, в том числе партизанские формирования:
- «Победители» под командованием Д. Н. Медведева
- «Охотники» под командованием Н. А. Прокопюка — «бригада» численностью до 500 человек[1]
- «Партизанский отряд имени Александра Невского» под командованием В. А. Карасёва.

Партизанское соединение (дивизия) включало 10 и более партизанских бригад общей численностью до 15—19 тыс. человек. Наибольшей численности партизанские отряды в Цуманских лесах достигли с апреля по ноябрь 1943 года.

## Боевые действия
Партизаны Цуманских лесов уничтожили ряд высокопоставленных лиц оккупационного режима (11 генералов и высших государственных чиновников), 31 воинский эшелон.
В сентябре 1943 года из Цуманских лесов вышла группа минёров в направлении станции Киверцы, чтобы совершить покушение на Адольфа Гитлера, который должен был проследовать через Ковель—Ровно—Винницу до своей ставки «Вервольф».
28 сентября на перегоне Киверцы—Рожище взорван спецпоезд из 13 вагонов. По немецким данным, убито 12, тяжело ранено 100 офицеров. По советским данным, убито 90 офицеров, тяжело ранено до 150.
8 ноября 1943 года партизанские соединения разгромили в Цуманском лесу немецкую карательную экспедицию (около 2500 человек), уничтожили несколько сотен гитлеровцев (в том числе командовавшего операцией генерала Пиппера).
В декабре 1943 года Цуманские леса оказались в зоне наступления советских войск, и партизанские соединения перебазировались на север Ровенской области, а в январе 1944 года — на территорию Львовской области.
Из Цуманских лесов в Ровно отправлялся на задания легендарный разведчик Николай Кузнецов.

## Память
В 1963—1967 годах в Цуманском лесу в урочище Лопатень на месте, где находился штаб Медведева, сооружён мемориал «Партизанская слава»; восстановлены партизанские землянки, на братской могиле партизан воздвигнут обелиск, в центре мемориала на кургане — памятник партизанам (скульптор Я. И. Чайка).